# Tro Bro Leon 2022
La 38e édition du Tro Bro Leon a lieu le 15 mai 2022. La course fait partie du calendrier UCI ProSeries 2022 en catégorie 1.Pro. C'est également une épreuve de la Coupe de France de cyclisme sur route 2022. 

## Présentation
22 équipes participent à ce Tro Bro Leon : 6 WorldTeams, 10 ProTeams et 6 équipes continentales.
| WorldTeams (6)- AG2R Citroën Team - Cofidis - Groupama-FDJ - Intermarché-Wanty-Gobert Matériaux - Lotto-Soudal - UAE Team Emirates ProTeams (10)- Arkéa-Samsic - B&B Hotels-KTM - Bingoal Pauwels Sauces WB - Burgos-BH - Caja Rural-Seguros RGA - Equipo Kern Pharma - Euskaltel-Euskadi - Human Powered Health - TotalEnergies - Uno-X Pro Cycling Team Équipes continentales (6)- Go Sport-Roubaix Lille Métropole - Nice Métropole Côte d'Azur - Saint Michel-Auber 93 - UC Nantes Atlantique - Bike Aid - Premier Tech U23 Cycling Project |
| |

## Classement final
| \| Classement général \| Classement général \| Classement général \| Classement général \| Classement général \| \| Coureur \| Coureur \| Pays \| Équipe \| Temps \| \| ------------------ \| ------------------ \| ------------------ \| --------------------- \| ------------------ \| \| 1er \| Hugo Hofstetter \| France \| Arkéa-Samsic \| 5 h 07 min 15 s \| \| 2e \| Luca Mozzato \| Italie \| B&B Hotels-KTM \| + 0 s \| \| 3e \| Connor Swift \| Royaume-Uni \| Arkéa-Samsic \| + 9 s \| \| 4e \| Arnaud De Lie \| Belgique \| Lotto-Soudal \| + 30 s \| \| 5e \| Samuel Watson \| Royaume-Uni \| Groupama-FDJ \| + 30 s \| \| 6e \| Matîs Louvel \| France \| Arkéa-Samsic \| + 30 s \| \| 7e \| Laurent Pichon \| France \| Arkéa-Samsic \| + 30 s \| \| 8e \| Morne van Niekerk \| Afrique du Sud \| Saint Michel-Auber 93 \| + 30 s \| \| 9e \| Stan Dewulf \| Belgique \| AG2R Citroën Team \| + 30 s \| \| 10e \| Matthieu Ladagnous \| France \| Groupama-FDJ \| + 33 s \| |                    |                |                       |                 |
| |                    |                |                       |                 |
| Sources : ProCyclingStats Cycling Quotient Cycling Archives |                    |                |                       |                 |
| Classement général |                    |                |                       |                 |
| Coureur | Coureur            | Pays           | Équipe                | Temps           |
| 1er | Hugo Hofstetter    | France         | Arkéa-Samsic          | 5 h 07 min 15 s |
| 2e | Luca Mozzato       | Italie         | B&B Hotels-KTM        | + 0 s           |
| 3e | Connor Swift       | Royaume-Uni    | Arkéa-Samsic          | + 9 s           |
| 4e | Arnaud De Lie      | Belgique       | Lotto-Soudal          | + 30 s          |
| 5e | Samuel Watson      | Royaume-Uni    | Groupama-FDJ          | + 30 s          |
| 6e | Matîs Louvel       | France         | Arkéa-Samsic          | + 30 s          |
| 7e | Laurent Pichon     | France         | Arkéa-Samsic          | + 30 s          |
| 8e | Morne van Niekerk  | Afrique du Sud | Saint Michel-Auber 93 | + 30 s          |
| 9e | Stan Dewulf        | Belgique       | AG2R Citroën Team     | + 30 s          |
| 10e | Matthieu Ladagnous | France         | Groupama-FDJ          | + 33 s          |

### Classements UCI
La course attribue des points au Classement mondial UCI 2022 selon le barème suivant.
| Position           | 1er | 2e  | 3e  | 4e  | 5e | 6e | 7e | 8e | 9e | 10e | 11e | 12e | 13e | 14e | 15e | 16e à 30e | 31e à 40e |
| Classement général | 200 | 150 | 125 | 100 | 85 | 70 | 60 | 50 | 40 | 35  | 30  | 25  | 20  | 15  | 10  | 5         | 3         |